# Діллінджер і Капоне
Діллінджер та Капоне (англ. Dillinger and Capone) — американський бойовик 1995 року.

## Синопсис
За офіційною версією, Джон Діллінджер був убитий агентами ФБР при виході з кінотеатру після того, як про його місцезнаходження повідомила його тодішня подруга. Але насправді Діллінджер залишився в живих, оскільки був убитий інший, схожа на нього людина. Послуги Діллінджера знадобилися Аль Капоне після виходу останнього з в'язниці. Капоне втратив вплив і йому терміново необхідно дістати велику суму грошей, заховану в недоступному тепер йому приміщенні. Він бере в заручники родину Діллінджера, змушуючи того виконати цю роботу.

## У ролях
- Мартін Шин — Джон Діллінджер
- Ф. Мюррей Абрагам — Аль Капоне
- Стівен Девіс — Сесіл
- Кетрін Гікс — Ебіґейл
- Дон Страуд — Джордж
- Саша Дженсон — Біллі
- Майкл Олівер — Сам Делтон
- Джеффрі Комбс — Гілрой
- Майкл С. Ґвін[en] — Перкінс
- Ентоні Крівелло — Лу Газзо
- Тайм Вінтерс — Елі
- Джо Естевез — Рой
- Клінт Говард — Бобо
- Берт Ремсен — Візі
- Алан Блюменфілд — Сел
- Джоі Ареско — Італо
- Марія Форд — ділова жінка
- Джеффрі Дін Морган — Джек Беннетт